# Mino Cinelu
Mino Cinelu (* 10. března 1957) je francouzský jazzový bubeník. Narodil se do hudební rodiny v Saint-Cloud, jeho otec pocházel z Martiniku, matka byla Francouzka. V sedmdesátých letech hrál s kapelou Pierre Moerlen's Gong. V letech 1983 až 1986 byl členem skupiny Weather Report. V osmdesátých letech rovněž hrál s trumpetistou Milesem Davisem. Během své kariéry spolupracoval s mnoha dalšími hudebníky, mezi něž patří například Sting, Kenny Barron, Geri Allen a Andy Summers.